# Districte de Raisen
El Districte de Raisen és un districte de l'estat de Madhya Pradesh de l'Índia. La ciutat de Raisen és la seu del districte. El districte forma part de la divisió de Bhopal. La Universitat de Sanchi d'estudis budistes i indicats és la primera universitat internacional situada a la ciutat de Sanchi.

## Etimologia
El districte de Raisen pren el nom de la ciutat de Raisen, que rep el nom d'un fort. Aquest fort està construït sobre un turó de gres, als peus del qual s'instal·la la ciutat. El nom és probablement una corrupció de Rajavasini o Rajasayan, la residència reial.

## Geografia
El districte de Raisen està situat entre la latitud 22 47 'i la 23 33' nord i la longitud 7721' i 78 49' a l'est. El districte de Sehore es troba a l'oest, el districte de Vidisha al nord, el districte de Sagar a l'est i el sud-est, el districte de Narsimhapur al sud-est, els districtes de Hoshangabad i Sehore al sud. Cobreix una superfície de 8,395 quilòmetres quadrats (3,241 sq mi).
El districte de Raisen compta amb deu tècniques: Raisen, Goharganj, Begamganj, Gairatganj, Silwani, Bareli, Udaipura, Deori, Sultanpur i Badi.

## Història
El territori de l'actual districte de Raisen va formar part del districte de Nizamat-A-Mashrif de l'estat principesc de Bhopal. Després del naixement de l'Estat independent de Bhopal, Raisen va ser declarat districte separat el 5 de maig de 1950.
Els monuments budistes de Sanchi, patrimoni mundial de la UNESCO, es troben al districte de Raisen. Els refugis de roques de Bhimbetka, un altre lloc del patrimoni mundial de la UNESCO, també es troben al districte de Raisen.

## Turisme
El districte de Raisen té molts llocs turístics com Sanchi: Patrimoni mundial, 46 km de Bhopal i 32 km de Vidisha, Bhojpur: El temple de Bhojpur acull un dels majors Shiva lingam de l'Índia, que és de 5,5 metres d'alçada i 2,3 metres en una circumferència i es realitza amb una sola roca.

## Transport
La pujada és de 43,8 km des de Bhopal, està connectada a Bhopal per la NH-86. La NH-12 també passa pel districte.